# Gåsevadholms slot
Gåsevadholm er et slot i Tölö sogn i Kungsbacka i Halland. Gåsevadholm blev første gang nævnt i 1400-tallet. Den nuværende hovedbygningen blev bygget i slutningen af 1700-tallet. Hovedbygningen har pudsede facader, der er malet lyserøde. Slottet er beliggende på en ø midt i Rolfsån lige udenfor Kungsbacka.
Gåsevadholm ejedes af et fideikommis indstiftet 1772 af direktøren for Svenska Ostindiska Companiet, Niclas Sahlgren. I 1999 omdannedes fideikommiset til et fideikommisaktieselskab, der kontrolleres af friherre Nils August Otto Carl Niclas Silfverschiöld, gift med prinsesse Désirée af Sverige.